# جیمز مدیسون
جیمز مدیسون جونیور (به انگلیسی: James Madison, Jr.) (۱۶ مارس ۱۷۵۱ – ۲۸ ژوئن ۱۸۳۶) سیاستمدار آمریکایی و چهارمین رئیس‌جمهور ایالات متحدهٔ آمریکا از ۱۸۰۹ تا ۱۸۱۷ بود. مدیسون به همراه جان جی و الکساندر همیلتون، نویسندهٔ مقالات فدرالیست بود و از نویسندگان قانون اساسی ایالات متحدهٔ آمریکا به‌شمار می‌رود. مدیسون سخت بر این عقیده بود که تعدیل و توازن قوا می‌تواند به حراست از آزادی در یک جمهوری بزرگ یاری رساند. همچنین او قدکوتاه‌ترین رئیس‌جمهور تاریخ ایالات متحدهٔ آمریکا بود.
دوستی نزدیک مدیسون با توماس جفرسون، رئیس‌جمهور پیش از خود، باعث شده بود تا وی تجربهٔ وزارت امور خارجهٔ آمریکا را در کارنامهٔ کاری خود به ثبت برساند. وی در سال ۱۸۰۹، به عنوان رئیس‌جمهور ایالات متحدهٔ آمریکا انتخاب شد. مدیسون در حالی اولین دور حضور خود را در این سمت به پایان رساند که کشورش به دلیل افزایش تنش‌ها با بریتانیا در آستانهٔ یک جنگ قرار داشت. او در سال ۱۸۱۲، با پیروزی بر «دی فیت کلینتون»، رقیب فدرالیست خود بار دیگر رئیس‌جمهور آمریکا شد اما نتوانست در بسیج نیروهای مختلف آمریکا علیه حملات بریتانیایی‌ها توفیقی حاصل کرده و در نهایت با ورود نیروهای بریتانیا به واشینگتن دی.سی. در سال ۱۸۱۴، مجبور به فرار به ویرجینیا شد. در سال ۱۸۱۴، معاهده گنت به جنگ پایان داد.
سابقهٔ مدیسون همانند هموطنانش در ویرجینیا به سبب برده‌داری، لکه‌دار بود. میراثی که او هرگز نتوانست از آن بگریزد. او به هدف کسب درآمد کافی بدون برده‌داری، چندین کار مخاطره‌آمیز را امتحان کرد اما هیچ‌یک کارگر نیفتاد و در نهایت نیز حتی در بستر مرگ هم برخلاف جرج واشینگتن، برده‌های خودش را آزاد نساخت.
ایالت‌های لوئیزیانا و ایندیانا در زمان او به ایالات متحدهٔ آمریکا پیوستند.

## سنین جوانی و تحصیل
جیمز مدیسون جونیور در ۱۶ مارس ۱۷۵۱ (۵ مارس ۱۷۵۰، به سبک قدیمی)، در مزارع بلگروو نزدیک پورت کانوی در مستعمره ویرجینیا، در خانوادهٔ جیمز مدیسون پدر و النور مدیسون به دنیا آمد. خانوادهٔ او از اواسط قرن هفدهم در ویرجینیا زندگی می‌کردند. پدربزرگ مادری مدیسون، فرانسیس کانوی، یک کشاورز برجسته و تاجر تنباکو بود. پدرش یک کشاورز توتون و تنباکو بود که در مزرعه‌ای بزرگ شد که در آن زمان مون‌پلیه نام داشت و پس از رسیدن به سن بلوغ به او به ارث رسید. پدر مدیسون با حدود ۱۰۰ برده و مزرعه‌ای به وسعت ۵۰۰۰ هکتار (۲۰۰۰ هکتار)، یکی از بزرگ‌ترین زمین‌داران در پیمونت ویرجینیا بود.
در اوایل دههٔ ۱۷۶۰، خانوادهٔ مدیسون به خانه‌ای تازه ساخته نقل مکان کردند که نام آن را مون‌پلیه گذاشتند. مدیسون به عنوان بزرگ‌ترین فرزند از دوازده فرزند، با هفت برادر و چهار خواهر بزرگ شد، اگرچه تنها شش نفر از آن‌ها تا بزرگسالی زندگی کردند. از میان سه برادر (فرانسیس، آمبروز و ویلیام) و سه خواهر (نلی، سارا و فرانسیس)، این آمبروز بود که در نهایت به مدیریت مون‌پلیه برای پدر و برادر بزرگترش تا زمان مرگش در سال ۱۷۹۳ کمک کرد. پرزیدنت زکری تیلور از نوادگان الدر ویلیام بروستر، رهبر زائران مستعمرهٔ پلیموث، مهاجر می‌فلاور و امضاکنندهٔ پیمان می‌فلاور بود. پسر عموی دوم تیلور از طریق آن خط، مدیسون بود.
مدیسون از سن ۱۱ تا ۱۶ سالگی زیر نظر دانلد رابرتسون، مربی اسکاتلندی که به عنوان معلم برای چندین خانوادهٔ برجسته در جنوب خدمت می‌کرد، تحصیل کرد. مدیسون ریاضیات، جغرافیا و زبان‌های مدرن و کلاسیک را آموخت و در زبان لاتین مهارت فوق‌العاده‌ای پیدا کرد. در سن ۱۶ سالگی، مدیسون به مون‌پلیه بازگشت، جایی که زیر نظر کشیش توماس مارتین تحصیل کرد تا برای کالج آماده شود. برخلاف اکثر ویرجینیایی‌های دوران خود که مقید به کالج بودند، مدیسون در کالج ویلیام اند مری شرکت نکرد، جایی که آب و هوای پست ویلیامزبرگ - که تصور می‌شد احتمال بیشتری برای ابتلا به بیماری‌های عفونی وجود دارد - ممکن است حساسیت‌های او را در مورد سلامتی خود تحت فشار قرار داده باشد. در عوض، در سال ۱۷۶۹، در کالج نیوجرسی (که بعداً به دانشگاه پرینستون تغییر نام داد) ثبت نام کرد.
تحصیلات دانشگاهی او شامل لاتین، یونانی، الهیات و آثار روشنگری بود. مدیسون یکی از اعضای برجستهٔ انجمن ویگ-کلیوسوفیک آمریکا بود که در محوطهٔ دانشگاه با همتای سیاسی خود، انجمن کلیوسوفیک رقابت می‌کرد. در طول دوران او در پرینستون، نزدیکترین دوست مدیسون، دادستان کل آینده ویلیام بردفورد بود. مدیسون همراه با همکلاسی خود، آرون بر، یک برنامهٔ آموزشی شدید را انجام داد و مدرک سه سالهٔ لیسانس هنرهای کالج را در دو سال به پایان رساند و در سال ۱۷۷۱ فارغ‌التحصیل شد. مدیسون به این فکر کرده بود که پس از فارغ‌التحصیلی یا وارد جامعهٔ روحانیت شود یا به وکالت بپردازد، اما در عوض در پرینستون ماند تا تحت نظر رئیس کالج، جان ویترسپون، به مطالعهٔ عبری و فلسفهٔ سیاسی بپردازد. او در اوایل ۱۷۷۲ به خانهٔ مون‌پلیه بازگشت.
ایده‌های مدیسون در مورد فلسفه و اخلاق به شدت توسط ویترسپون شکل گرفت که او را به فلسفه، ارزش‌ها و شیوه‌های تفکر عصر روشنگری تبدیل کرد. زندگی‌نامه‌نویس ترنس بال نوشت است که «در پرینستون، مدیسون در لیبرالیسم روشنگری غوطه‌ور شد و به رادیکالیسم سیاسی قرن هجدهم گروید». از آن زمان به بعد نظریه‌های جیمز مدیسون حقوق سعادت انسان را ارتقا می‌بخشد و فعال‌ترین تلاش‌های او در خدمت است.
مدیسون پس از بازگشت به مون‌پلیه، بدون شغل انتخابی، به عنوان معلم برای خواهر و برادر کوچکترش خدمت کرد. او در سال ۱۷۷۳ شروع به مطالعهٔ کتاب‌های حقوقی کرد و از دوستش بردفورد که شاگرد حقوق بود، خواست تا برنامه‌ای مکتوب برای مطالعه برای او بفرستد. مدیسون در سال ۱۷۸۳ به شناختی از نشریات حقوقی دست یافته بود. او خود را دانشجوی حقوق می‌دانست اما نه یک وکیل. مدیسون خود نزد یک وکیل شاگردی نکرد و هرگز به وکالت نپیوست. پس از جنگ انقلابی، او مدتی را در مون‌پلیه در ویرجینیا صرف مطالعهٔ دموکراسی‌های باستانی جهان در آماده‌سازی برای کنوانسیون قانون اساسی کرد. مدیسون از دوره‌هایی از فرسودگی ذهنی و بیماری همراه با عصبی بودن رنج می‌برد که اغلب باعث ناتوانی موقتی کوتاه‌مدت پس از دوره‌های استرس می‌شد. با این حال، او تا سال‌های پایانی از سلامت جسمانی برخوردار بود.

## انقلاب آمریکا و مقالات کنفدراسیون
در طول دهه‌های ۱۷۶۰ و ۱۷۷۰، مستعمره‌نشینان آمریکایی به قوانین سختگیرانهٔ مالیاتی، پولی و نظامی بریتانیا که توسط پارلمان بر آن‌ها تحمیل شده بود اعتراض کردند. در سال ۱۷۶۵، پارلمان بریتانیا قانون تمبر را تصویب کرد که باعث مخالفت شدید استعمارگران شد و درگیری را آغاز کرد که در انقلاب آمریکا به اوج خود رسید. جنگ انقلابی آمریکا در ۱۹ آوریل ۱۷۷۵ آغاز شد و با معاهدهٔ پاریس که در ۳ سپتامبر ۱۷۸۳ امضا شد، پایان یافت. استعمارگران سه جناح برجسته را تشکیل دادند: وفادارماندگان، که به حمایت از پادشاه جرج سوم از پادشاهی متحده ادامه دادند. یک جناح بی‌طرف مهم بدون تعهد قاطع به وفاداران یا میهن‌دوستان؛ و میهن‌دوستان، که مدیسون به آن‌ها پیوست، تحت رهبری کنگرهٔ قاره. مدیسون بر این باور بود که پارلمان با تلاش برای مالیات بر مستعمرات آمریکا از محدودهٔ خود فراتر رفته است و با کسانی که در برابر حکومت بریتانیا مقاومت می‌کردند، همدردی می‌کرد. از نظر تاریخی، بحث در مورد تقدیس اسقف‌ها ادامه داشت و در نهایت قانونی در پارلمان بریتانیا (که متعاقباً قانون وقف اسقف‌های خارج از کشور ۱۷۸۶ نامیده شد) به تصویب رسید تا اجازه دهد اسقف‌ها را برای یک کلیسای آمریکایی تقدیس کنند، خارج از وفاداری به ولیعهد بریتانیا. هم در ایالات متحده و هم در کانادا، کلیساهای جدید آنگلیکن شروع به ترکیب اشکال فعال‌تر سیاست در خودگردانی، تصمیم‌گیری جمعی و تأمین مالی خود کردند. این اقدامات با جداسازی هویت دینی و سکولار مطابقت دارد. مدیسون معتقد بود که این اقدامات ناکافی است و همچنین از برچیدن کلیسای انگلیکن در ویرجینیا حمایت کرد. مدیسون معتقد بود که مدارا با یک مذهب تثبیت شده نه تنها برای آزادی مذهب مضر است، بلکه به این دلیل که احترام بیش از حد به هر مرجعی را که ممکن است توسط یک کلیسای مستقر ادعا شود، تشویق می‌کند.

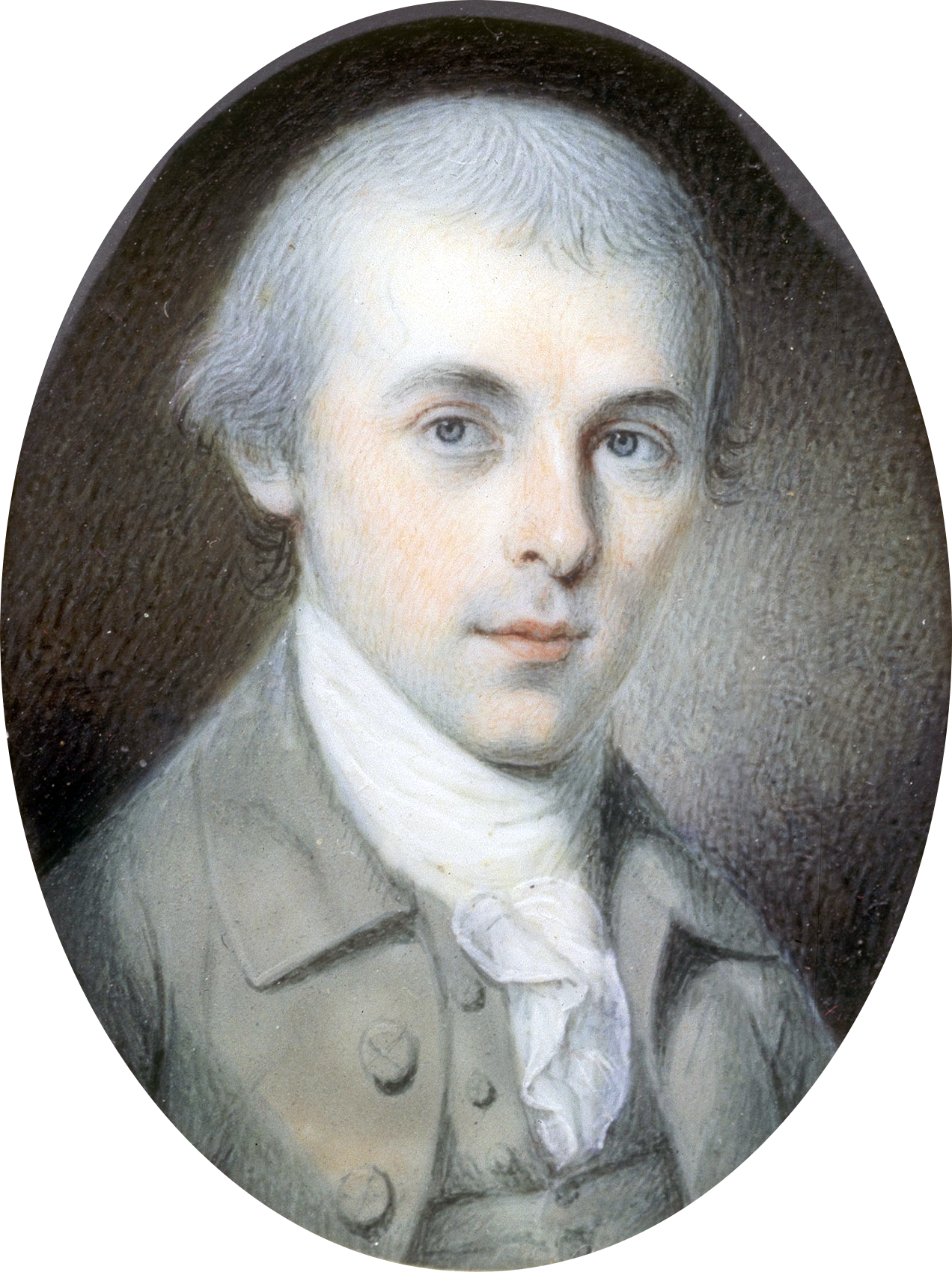
پرترهٔ مدیسون به عنوان نماینده کنگره در سن ۳۲ سالگی زمانی که او قبلاً به عنوان یکی از مشارکت‌کنندگان در سیاست و دولت شناخته شده بود. پرتره اثر چارلز ویلسون پیل

پس از بازگشت به مون‌پلیه در سال ۱۷۷۴، مدیسون در کمیتهٔ محلی ایمنی، یک گروه طرفدار انقلاب که بر شبه‌نظامیان محلی میهن‌دوستان نظارت می‌کرد، کرسی گرفت. در اکتبر ۱۷۷۵، او به عنوان سرهنگ شبه‌نظامیان شهرستان اورنج منصوب شد و به عنوان فرمانده دوم پدرش خدمت کرد تا اینکه به عنوان نمایندهٔ پنجمین کنوانسیون ویرجینیا انتخاب شد، که مسئول تهیهٔ اولین قانون اساسی ویرجینیا بود. اگرچه مدیسون هرگز در جنگ انقلابی شرکت نکرد، اما در سیاست ویرجینیا به عنوان رهبر زمان جنگ به شهرت رسید. در کنوانسیون قانون اساسی ویرجینیا، او نمایندگان را متقاعد کرد که اعلامیهٔ حقوق ویرجینیا را که در ابتدا در ۲۰ مه ۱۷۷۶ پیش‌نویس شده بود، تغییر دهند تا «حق برابر» را به جای «تحمل» صرف، در اعمال دین فراهم کنند. با تصویب قانون اساسی ویرجینیا، مدیسون بخشی از مجلس نمایندگان ویرجینیا شد و متعاقباً به عضویت شورای ایالتی فرماندار ویرجینیا انتخاب شد، جایی که او از متحدان نزدیک فرماندار توماس جفرسون شد. در ۴ ژوئیهٔ ۱۷۷۶، اعلامیهٔ استقلال ایالات متحده به‌طور رسمی چاپ شد و ۱۳ ایالت آمریکا را یک کشور مستقل اعلام کرد.
مدیسون در بحث‌های مربوط به اصول کنفدراسیون در نوامبر ۱۷۷۷ شرکت کرد و در بحث آزادی مذهبی مؤثر بر تدوین اصول مشارکت داشت، اگرچه امضای او برای تصویب اصول کنفدراسیون لازم نبود. مدیسون آزادسازی مادهٔ آزادی مذهبی را پیشنهاد کرده بود، اما کنوانسیون بزرگ‌تر ویرجینیا قانون اساسی پیشنهادی را از زبان رادیکال‌تر «بیان آزاد» ایمان محروم کرد تا اشارهٔ کمتر بحث‌برانگیزی به برجسته کردن «تساهل» در درون دین شود. اصلاحات دیگر کمیته و کل کنوانسیون شامل افزودن بخشی در مورد حق بر یک دولت متحد بود. مدیسون مجدداً از سال ۱۷۷۷ تا ۱۷۷۹ در شورای ایالتی خدمت کرد، زمانی که او به عنوان دومین کنگرهٔ قاره‌ای، هیئت حاکمهٔ ایالات متحده انتخاب شد.
در طول دورهٔ مدیسون در کنگره از سال ۱۷۸۰ تا ۱۷۸۳، ایالات متحده با جنگ سختی علیه بریتانیای کبیر و همچنین تورم، مشکلات مالی و عدم همکاری بین سطوح مختلف دولت مواجه شد. مدیسون که از ناکامی ایالت‌ها در تأمین نیازهای مورد نیاز ناامید شده بود، پیشنهاد داد که اساسنامهٔ کنفدراسیون را اصلاح کند تا به کنگره این اختیار را بدهد که به‌طور مستقل درآمد را از طریق تعرفه‌های واردات افزایش دهد. اگرچه ژنرال جرج واشینگتن، عضو کنگره، الکساندر همیلتون، و دیگر رهبران نیز از اصلاح تعرفه حمایت کردند، اما شکست خورد زیرا نتوانست تصویب تمام سیزده ایالت را به دست آورد. مدیسون در حالی که عضو کنگره بود، از حامیان سرسخت اتحاد نزدیک بین ایالات متحده و فرانسه بود. او به‌عنوان مدافع توسعه به سوی غرب، اصرار داشت که ملت جدید باید حق خود را برای کشتیرانی در رود می‌سی‌سی‌پی و کنترل تمام سرزمین‌های شرق آن در معاهدهٔ پاریس، که به جنگ انقلاب پایان داد، تضمین کند. پس از دورهٔ خود در کنگره، مدیسون در انتخابات مجلس نمایندگان ویرجینیا در سال ۱۷۸۴ پیروز شد.

## تصویب قانون اساسی
مدیسون به عنوان عضوی از مجلس نمایندگان ویرجینیا، به دفاع از آزادی مذهبی ادامه داد و به همراه جفرسون، پیش‌نویس اساسنامهٔ ویرجینیا برای آزادی مذهبی را تهیه کرد. این اصلاحیه که آزادی مذهب را تضمین می‌کرد و کلیسای انگلستان را منحل می‌کرد، در سال ۱۷۸۶ تصویب شد. مدیسون همچنین به یک دلال زمین تبدیل شد و زمینی را در امتداد رودخانهٔ موهاوک با مشارکت یکی دیگر از مشمولان جفرسون، جیمز مونرو، خریداری کرد. در طول دههٔ ۱۷۸۰، مدیسون به‌طور فزاینده‌ای در مورد ازهم‌گسیختگی ایالت‌ها و ضعف دولت مرکزی پس از پایان جنگ انقلابی نگران شد. او معتقد بود که دموکراسی مستقیم باعث انحطاط اجتماعی می‌شود و یک دولت جمهوری‌خواه در برابر حزب‌گرایی و جناح‌گرایی مؤثر خواهد بود. او به‌ویژه با قوانینی که پول کاغذی را قانونی می‌کرد و مصونیت دیپلماتیک را برای سفرای کشورهای دیگر رد می‌کرد، ناراحت بود. مدیسون همچنین نگران نبود توانایی در کنگره برای ایجاد سیاست خارجی، حفاظت از تجارت آمریکایی، و ایجاد سکونت در سرزمین‌های بین رشته‌کوه آپالاش و رود می‌سی‌سی‌پی بود. همان‌طور که مدیسون نوشت، «بحرانی فرا رسیده بود که قرار بود تصمیم بگیرد که آیا آزمایش آمریکا موهبتی برای جهان خواهد بود یا امیدهایی را که آرمان جمهوری الهام کرده بود، برای همیشه نابود می‌کرد.» حقوق و نظریهٔ سیاسی و همچنین تحت تأثیر متون روشنگری که جفرسون از فرانسه فرستاده بود. مدیسون به‌ویژه به دنبال آثاری دربارهٔ حقوق بین‌الملل و قوانین اساسی «کنفدراسیون‌های باستانی و مدرن» مانند جمهوری هلند، کنفدراسیون سوئیس و اتحادیهٔ اخائیه بود. او به این باور رسید که ایالات متحده می‌تواند آزمایش‌های جمهوری‌خواهان گذشته را با اندازه‌اش که از لحاظ جغرافیایی ۱۳ مستعمره را ترکیب می‌کرد، بهبود بخشد. مدیسون امیدوار بود که با این همه منافع رقیب، سوءاستفاده از حکومت اکثریت را به حداقل برساند. علاوه بر این، حقوق ناوبری به مسیرهای تجاری اصلی که رود می‌سی‌سی‌پی به آن‌ها دسترسی پیدا می‌کند، مدیسون را بسیار نگران کرده یود. او با پیشنهاد جان جی مخالفت کرد که ایالات متحده ادعاهای مربوط به رودخانه را به مدت ۲۵ سال بپذیرد و به گفتهٔ مورخ رالف کچام، تمایل مدیسون برای مبارزه با این پیشنهاد، انگیزهٔ اصلی او برای بازگشت به کنگره در سال ۱۷۸۷ بود.

## نگارخانه

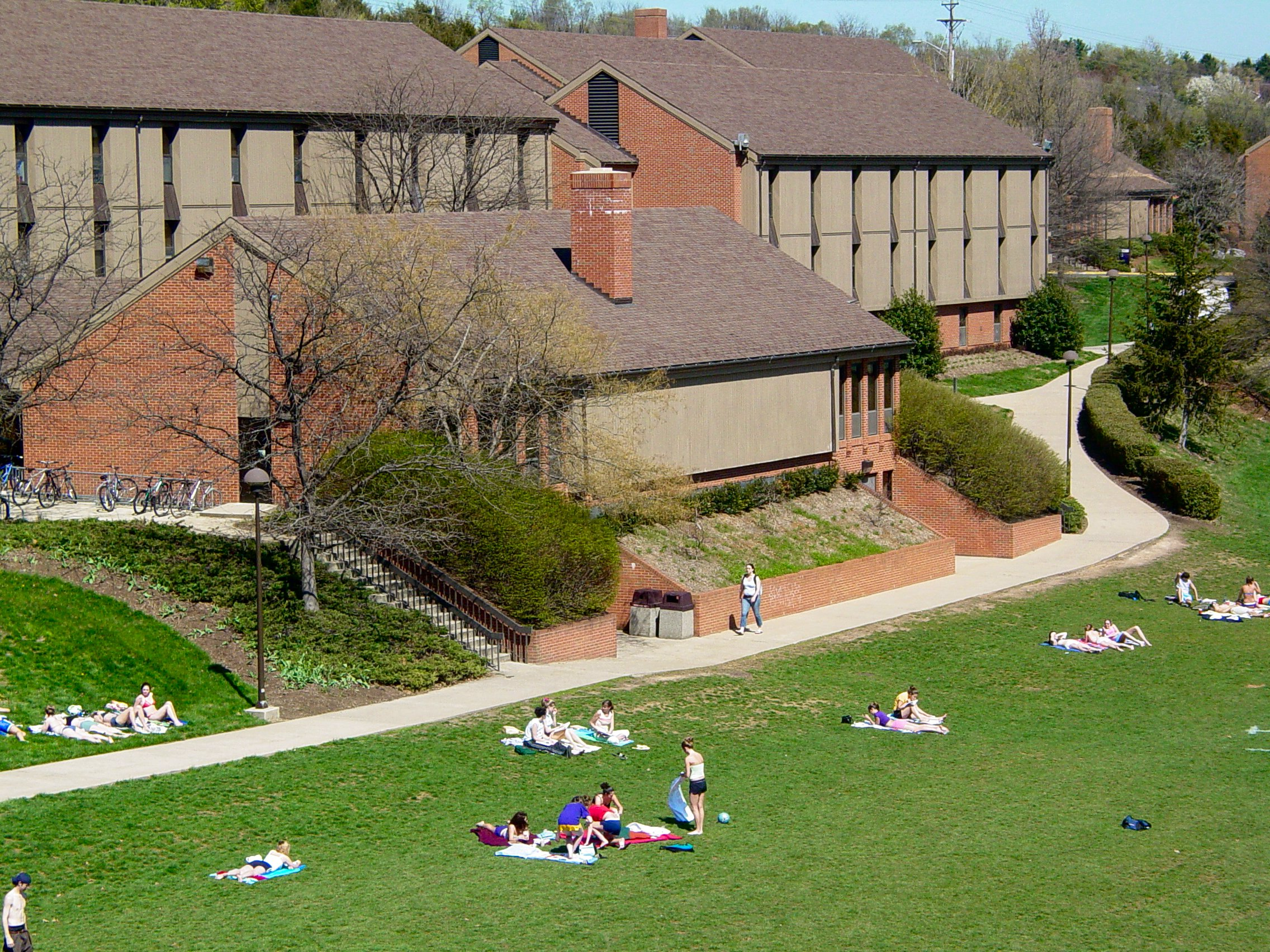
دانشگاه جیمز مدیسون در آمریکا
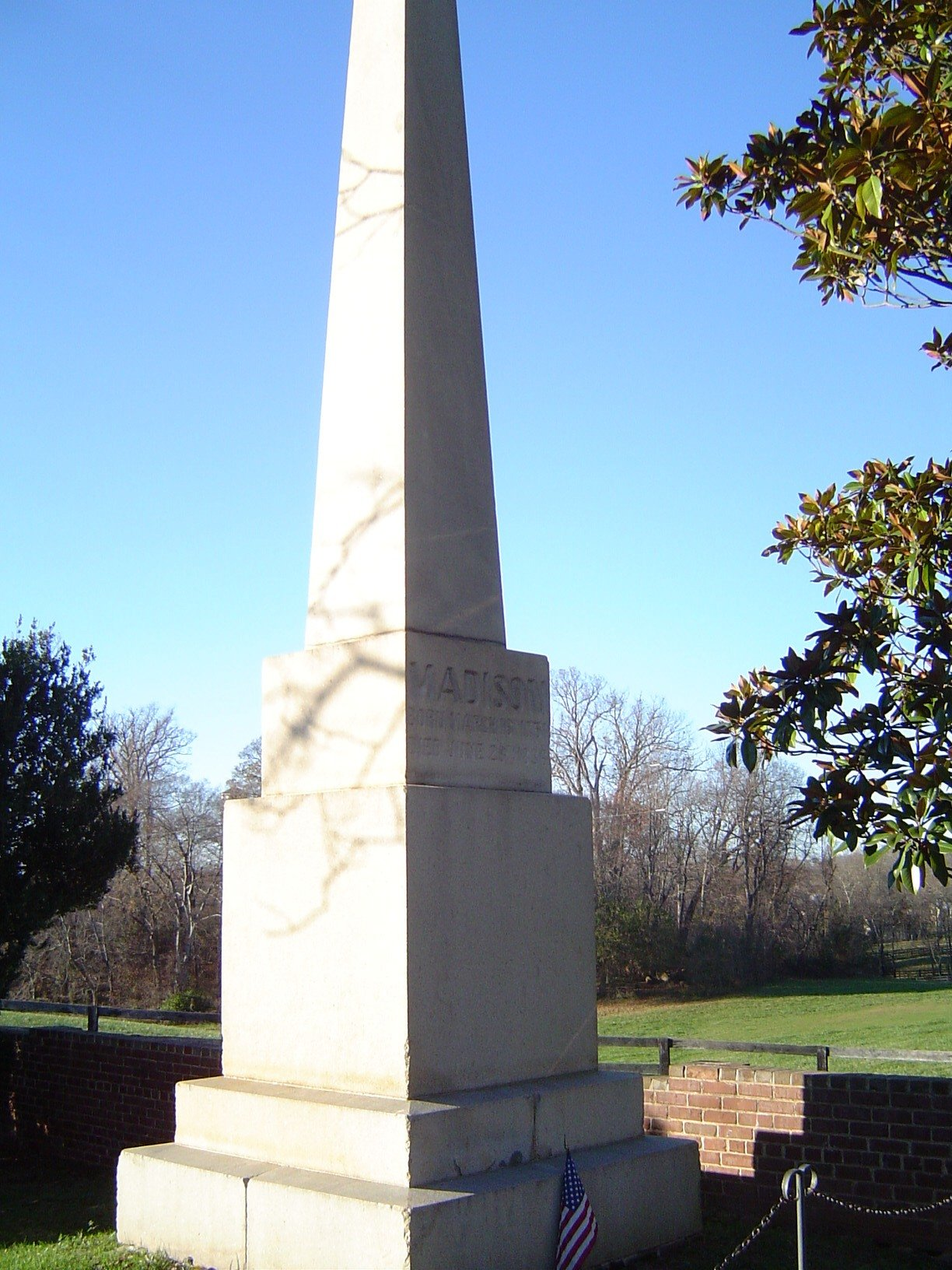
منزل و آرامگاه جیمز مدیسون
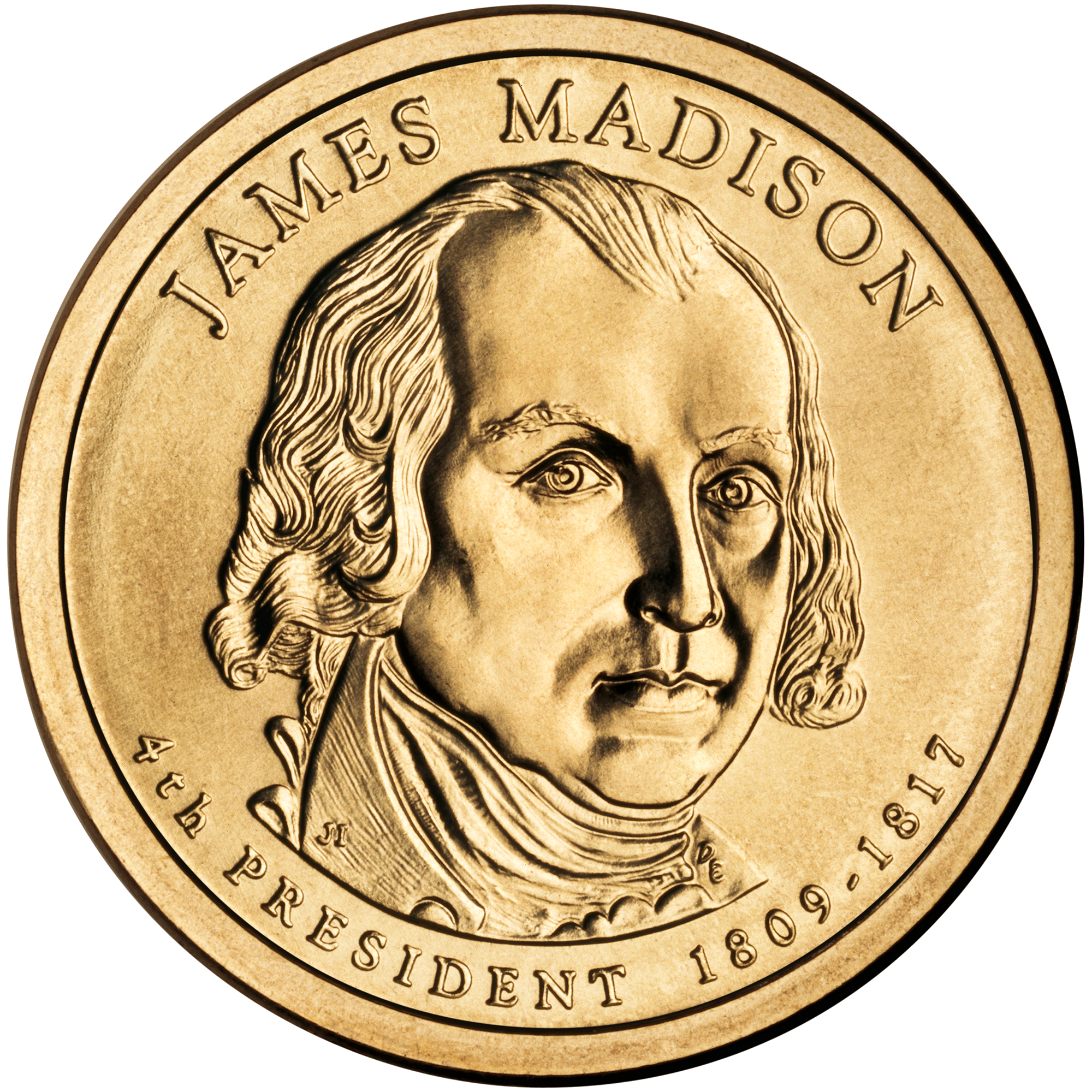
تصویر مدیسون بر روی سکهٔ یک دلاری